# 6173 Jimwestphal
6173 Jimwestphal è un asteroide della fascia principale. Scoperto il 9 gennaio 1983 da Brian Skiff, presenta un'orbita caratterizzata da un semiasse maggiore pari a 2,5623749 UA e da un'eccentricità di 0,1232931, inclinata di 10,00826° rispetto all'eclittica.